# Paralampona
Paralampona es un género de arañas araneomorfas de la familia Lamponidae. Se encuentra en Australia. 

## Lista de especies
Según The World Spider Catalog 12.0:
- Paralampona aurumagua Platnick, 2000
- Paralampona cobon Platnick, 2000
- Paralampona domain Platnick, 2000
- Paralampona kiola Platnick, 2000
- Paralampona marangaroo Platnick, 2000
- Paralampona renmark Platnick, 2000
- Paralampona sherlock Platnick, 2000
- Paralampona wogwog Platnick, 2000